# Rivière Villiers
Rivière Villiers är ett vattendrag i Kanada.   Det ligger i provinsen Québec, i den sydöstra delen av landet, 230 km nordost om huvudstaden Ottawa. Rivière Villiers ligger vid sjöarna  Lac Fourche och Lac Rhéault.
I omgivningarna runt Rivière Villiers växer i huvudsak blandskog. Trakten runt Rivière Villiers är nära nog obefolkad, med mindre än två invånare per kvadratkilometer.